# KMEX-DT
KMEX-DT (também conhecida como Univision 34) é uma emissora de televisão estadunidense com sede na cidade de Los Angeles, na Califórnia. Opera no canal 34 UHF digital, e é uma emissora própria da Univision. Pertence a Univision Local Media, subsdiária da Univision Communications, que também é proprietária da emissora irmã KFTR-DT (canal 46), emissora da UniMás licenciada para Ontario. As 2 emissoras compartilham estúdios na 5999 Center Drive, em Westchester. O transmissor da KMEX-DT está localizado no topo do Monte Wilson.

## História
A emissora entrou no ar pela primeira vez em 29 de setembro de 1962, com o prefixo KMEX-TV. No seu lançamento, a emissora serviu como uma das primeiras e principais emissoras próprias da Spanish Internacional Network (antigo nome da Univision, que foi renomeada em 1987), assim como a KWEX-TV. A emissora iniciou suas operações na 5420 Melrose Avenue, em Hollywood, perto dos estúdios Paramount Pictures.
No final dos anos 60, a KMEX-TV exibia Escuela, um programa educativo que era exibido quatro vezes por semana, e ensinava inglês básico para telespectadores de todas as nacionalidades. O programa era apresentado por Ginger Cory, professora do Distrito Escolar Unificado de Los Angeles. Os alunos enviavam exercícios escritos para Cory para avaliação.
Em 1986, a KMEX-TV, assim como outras emissoras próprias da SIN, foram vendidas pelos antigos donos para a empresa Hallmark Cards (63.5% das ações), a firma de propriedade privada First Chicago Venture Capital (21.5% das ações) e vários outros investidores privados (15% das ações) por US$ 600 milhões, formando uma nova parceria com a Televisa para a distribuição de programas, e relançaram a rede como Univision em 1987.
No início de 1993, a KMEX-TV demitiu quase 70 funcionários. Segundo a gerência da emissora, o motivo das demissões era a baixa audiência de acordo com a Nielsen Hispanic Television Index. No mesmo ano, a emissora mudou sua sede da Melrose Avenue para a 6701 Center Drive West.
Em 23 de outubro de 2000, funcionários da KMEX-TV, que eram membros da National Association of Broadcast Employees and Technicians-CWA, realizaram uma greve, após a gerência da emissora não conseguir dar um retorno aos mesmos a respeito de empregos, segurança no trabalho e salários. Aproximadamente 120 funcionários participaram do movimento. A paralisação só terminou em 15 de novembro, e o grupo só aceitou um acordo após uma reunião de negociação que durou 15 horas.
Em fevereiro de 2003, a KMEX-TV e sua emissora irmã, KFTR, fecharam uma parceria com o Los Angeles Police Department para exibir anúncios de serviço público (mais conhecidos como PSAs) com informações sobre segurança. Segundo a LAPD, foi a primeira parceria desse tipo com uma empresa de comunicação. Também em 2003, a emissora mudou para sua atual sede. 
Em 2008, a emissora foi líder de audiência no público dos adultos entre 18 a 49 anos, sem contar o idioma.
Em 27 de setembro de 2012, a KMEX-DT fez uma festa de gala de comemoração dos 50 anos de sua inauguração no Roosevelt Hotel, em Hollywood.

## Sinal digital
| PSIP | Canal digital | Resolução de vídeo | Programming                                  |
| ---- | ------------- | ------------------ | -------------------------------------------- |
| 34.1 | 34 UHF        | 720p               | Programação principal da KMEX-DT / Univision |
| 34.2 | 34 UHF        | 480i Widescreen    | Simulcast da KFTR-DT / UniMás                |
| 34.3 | 34 UHF        | 480i Widescreen    | Bounce TV                                    |
| 34.4 | 34 UHF        | 480i Widescreen    | True Crime Network                           |
| 34.5 | 34 UHF        | 480i               | Super TV                                     |
| 34.6 | 34 UHF        | 480i Widescreen    | Twist                                        |

Em 1º de janeiro de 2010 , a KMEX-DT passou a transmistir sua programação em HD. A mudança fez parte de uma grande atualização das emissoras da Univision em toda a empresa para possibilitar transmissões em alta definição. No mesmo ano, a emissora iniciou as transmissões de seu próprio sinal e da emissora irmã KFTR-DT em Mobile TV.

### Transição para o sinal digital
Com base no decreto federal de transição das emissoras de TV estadunidenses do sinal analógico para o digital, a KMEX-DT descontinuou sua programação regular no sinal analógico pelo canal 34 UHF às 23h59 em 12 de junho de 2009. Logo após a transição, a emissora deixou de operar no canal 35 UHF digital (que se tornou o canal digital da KRCA, canal 62, já que o canal digital dessa emissora, o 68 UHF, estava entre os canais UHF de banda alta, de 52 a 69, que foram removidos do uso para transmissão), e passou a operar no canal 34 UHF. O desligamento do seu sinal analógico da KMEX-DT foi precedido por imagens de algumas imagens de arquivo da emissora, e uma breve contagem regressiva para "La Era Digital" ("a era digital").

## Programas
Além de exibir a programação nacional da Univision, a KMEX-DT produz ou exibe os seguintes programas:
- Al Punto California: Jornalístico, com Yarel Ramos;
- Conexión California: Comunitário, com Jairo Díaz-Pedraza (produzido pela KUVS-DT);
- Contacto Deportivo 34: Jornalístico esportivo, com Diana Alvarado;
- Edición Digital California: Telejornal, com Yarel Ramos;
- Noticias Univision 34 A Primera Hora: Telejornal, com Gabriela Teissier e Millie Delgado;
- Noticias Univision 34 A Las Seis: Telejornal, com León Krauze;
- Noticias Univision 34 Solo A Las Once: Telejornal, com Andrea González;

Outros programas compuseram a grade da emissora, e foram descontinuados:
- Al Mediodia
- Escuela
- L.A. al Dia
- Mundo Latino
- Noticentro 34

### Programação esportiva
No início de 2014, a Univision anunciou um acordo para transmitir programação do Los Angeles Rams em espanhol, incluindo jogos de pré-temporada e programas de estúdio. É a primeira vez que a Univision entra em um acordo de direitos de mídia envolvendo a Liga Nacional de Futebol Americano. A programação foi exibida na KMEX-DT, na KFTR-DT e suas emissoras irmãs de Bakersfield, KABE-CD e KBTF-CD (Respectivamente, afiliadas à Univision e à UniMás).

### Jornalismo
A KMEX-DT atualmente exibe 19 horas e meia de telejornais produzidos localmente todas as semanas (sendo 3 horas e meia por dia da semana e uma hora por dia aos sábados e domingos).
Os telejornais da emissora tem a maior audiência entre os telespectadores de língua espanhola no sul da Califórnia e costumam atrair mais espectadores do que qualquer um dos telejornais em inglês. Em 2005, o Noticias Univision 34 liderava as pesquisas demográficas de 18-34 e 18-49 anos às 18h00 nos últimos doze anos.
A emissora é conhecida por sua cobertura jornalística. O então diretor de jornalismo Rubén Salazar foi morto pelo delegado do Departamento do Xerife do Condado de Los Angeles em 1970, quando cobria a Moratória Chicana. Sua reportagem, El 15% de los Estados Unidos, que fala sobre o impacto dos latinos nos Estados Unidos, ganhou um prêmio Peabody em 2005, e a emissora ganhou sua parcela de Emmys e Golden Mics no mercado de Los Angeles.
Embora muitas emissoras na região tenham começado a produzir telejornais locais e outros programas produzidos localmente em alta definição, a KMEX-DT não começou a transmitir seus telejornais no formato até 1° de janeiro de 2010, quando a rede fez uma conversão nacional para operações em alta definição. A emissora já operou um helicóptero Bell Jetranger ENG totalmente equipado para sua cobertura aérea de notícias de última hora, mas o contrato de aluguel do helicóptero expirou em meados de 2008.
Em 2008, o The Washington Post comparou os telejornais em inglês do sul da Califórnia com os telejornais em espanhol da KMEX-DT e concluiu: "A cobertura mais nítida de questões estaduais e locais - governo, política, imigração, trabalho, economia, saúde - agora é encontrada na TV em espanhol". O artigo também citou Josh Kun, um professor de comunicação da Universidade do Sul da Califórnia que acompanha de perto a televisão em língua espanhola, dizendo: "Não há comparação na cobertura. Para as pessoas aqui, há dois lugares para procurar o melhor jornalismo: A BBC News e os telejornais em espanhol". O artigo acrescenta: "Mas a reclamação mais séria sobre os telejornais em espanhol é que a reportagem e os comentários muitas vezes parecem mais defesa do que jornalismo tradicional. É um ponto justo, e um que aqueles que trabalham no telejornalismo em espanhol não contestam. A cobertura da imigração das duas emissoras é profundamente simpática aos imigrantes não documentados, com repórteres incentivando os telespectadores a se juntarem a comícios de imigração nacional. Macin, gerente geral da KMEX, observa que a filosofia de sua emissora é "a su lado" (do seu lado)".
Em 29 de maio de 2015, a emissora anunciou que iria retomar seu telejornal matinal de Primera Edicion para A Primera Hora, a fim de atingir seu público mais jovem. O noticiário permanecerá no mesmo horário das 5h às 7h e manterá as âncoras e repórteres existentes no ar. O noticiário reformatado fez sua estreia em 1º de junho.
Em abril de 2017, a Univision lançou o Edición Digital California, um telejornal diário de 30 minutos exibido na Baía de São Francisco (San José e São Francisco), Sacramento, Fresno, Bakersfield e Los Angeles. O telejornal é exibido das 12h30 às 13h00 na TV aberta, sendo também transmitido ao vivo no Facebook e no portal oficial da emissora. É produzido pela KMEX-DT em Los Angeles.
Em janeiro de 2018, a emissora estreou um novo cenário para seus telejornais.

## Equipe

### Membros atuais

#### Apresentadores
- Annabelle Sedano
- Andrea González
- Claudia Botero
- Diana Alvarado
- Gabriela Teissier
- León Krauze
- Millie Delgado
- Yarel Ramos

#### Meteorologistas
- David González
- Gabriela Rosales
- Yara Lasanta

#### Repórteres
- Cecilia Bográn
- Claudia Carrera
- Francisco Ugalde
- Julio César Ortiz
- Norma Roque
- Oswaldo Borraez
- Palmira Perez
- Stephanie Bradford

### Membros antigos
- Alejandro Luna
- Andrea Kutyas
- Antonio Valverde
- Cristina Aceves
- Elizabeth Espinosa (hoje na rádio KFI)
- Enrique A. Gutiérrez (hoje na Univision)
- Fabiola Kramsky
- Francisco Pinto
- Gisela Gilbert
- Guillermo Quiroz (hoje na KSTS em San José
- Jorge Ramos (hoje na Univision)
- Kiarina Parisi
- Maria Elena Salinas (hoje na CBS)
- Pepe Barreto
- Pilar Garibotto (hoje na MegaTV)
- Raul Peimbert (hoje na KXLN-DT em Houston, Texas)
- Rolando Nichols (hoje na FOX Deportes)
- Teresa Quevedo
- Xochitl Arellano